# Syzygium tramnion
Syzygium tramnion är en myrtenväxtart som först beskrevs av François Gagnepain, och fick sitt nu gällande namn av Elmer Drew Merrill och Lily May Perry. Syzygium tramnion ingår i släktet Syzygium och familjen myrtenväxter.
Artens utbredningsområde är Vietnam. Inga underarter finns listade i Catalogue of Life.